# Navelstrengpunctie
Een navelstrengpunctie (cordocentese) is een invasieve diagnostische ingreep die gedaan wordt bij zwangere vrouwen, om via de navelstrengader bloed van de foetus af te nemen. Bij de punctie wordt de navelstrengader aangeprikt door de buikwand van de moeder heen. Via een echo kijkt de gynaecoloog waar de punctie plaats moet vinden.
De vrouw is ten tijde van de punctie ten minste 19 weken zwanger. Dit onderzoek kan veel later in de zwangerschap worden gedaan dan een vlokkentest (vanaf de 11e week), en ook later dan een vruchtwaterpunctie (vanaf de 16e week).

## Indicaties
De punctie wordt meestal uitgevoerd nadat er bij een echo mogelijke afwijkingen bij de foetus zijn geconstateerd.
Bij het vermoeden van de volgende afwijkingen bij de foetus kan een navelstrengpunctie uitgevoerd worden:
- infecties
- diagnostiek van bloedarmoede, of de behandeling daarvan
- diagnostiek en behandeling van een laag aantal bloedplaatjes (trombocytopenie)
- chromosomenonderzoek, bij vermoeden van een erfelijke aandoening[2]
- Een punctie kan ook gedaan worden als de leeftijd van een of beide ouders een verhoogde kans geeft op een kind met een genetische afwijking. Als de moeder 34 jaar of ouder is, of als de vader 55 jaar of ouder is kan er een navelstrengpunctie gedaan worden.[1]

## Risico
Bij een dergelijke ingreep is de kans dat het onvoldragen kind, door complicaties, komt te overlijden ongeveer 1% en dat het te vroeg geboren zal worden ongeveer 5%.